# Majątek narodowy
Majątek narodowy – zasób dóbr materialnych nagromadzonych w danym kraju.
Stanowi wynik działań (głównie pracy ludzkiej) w poszczególnych okresach w przeszłości. Na majątek narodowy składają się kapitał rzeczowy (maszyny, budynki, wyroby gotowe, zasoby naturalne itd.), ziemia oraz zgromadzone w przeszłości oszczędności.
Szacowanie wartości majątku narodowego jest bardzo trudne, najczęściej dokonywane jest na podstawie spisu z natury. Przykładowo Bank Światowy szacował majątek ogólnoświatowy w 2005 roku na około 707 bilionów dolarów (ponad 115 tysięcy dolarów per capita). W 2014 Credit Suisse oszacował wartość majątku gospodarstw domowych na 263 biliony dolarów.
Majątek Polski oszacowano na około 5 bilionów dolarów (ponad 135 tysięcy dolarów per capita). Wyliczenia te uwzględniają wartość szacunkową m.in. lasów, złóż surowców mineralnych itd.. Jeśli chodzi o wartość infrastruktury w Polsce to np. w badaniu Global Built Asset Wealth Index 2013 oszacowano jej wartość na 1,74 bln dolarów (5,53 bln zł) tj. około 149 tys. zł per capita.
W rachunkowości narodowej majątek narodowy to całość aktywów netto należących do krajowych podmiotów gospodarczych.